# Otto Gerlach (Jurist)
Otto Gerlach (* 14. März 1894 in Bremerhaven; † 12. März 1963 in Uelzen) war ein deutscher Jurist, Bankkaufmann und Genealoge.

## Leben
Gerlachs Vater war Lotsenkommandeur in Bremerhaven. Er zog sich später nach Bremen zurück und hinterließ seiner Familie neben ansehnlichem Grundbesitz ein beträchtliches Vermögen.
Otto Gerlach besuchte das Alte Gymnasium in Bremen. Nach dem Abitur begann er 1912 an der Albert-Ludwigs-Universität Freiburg Rechtswissenschaft und Nationalökonomie zu studieren. 1913 wurde er im Corps Hasso-Borussia Freiburg recipiert. Als Inaktiver wechselte er im Sommersemester 1914 an die Universität Leipzig. Im Husaren-Regiment „König Humbert von Italien“ (1. Kurhessisches) Nr. 13 nahm er am Ersten Weltkrieg teil, zuletzt als Leutnant d. R. 1918 geriet er in englische Kriegsgefangenschaft. Er erhielt das Eiserne Kreuz I. Klasse.
Nachdem er 1918 die erste juristische Staatsprüfung abgelegt hatte, ging er ins Bremer Bankwesen. Ab 1921 war er bei der Darmstädter und Nationalbank in Bremen. Am 24. März 1924 wurde er in Leipzig zum Dr. iur. promoviert. Er schied 1926 aus dem Bankwesen aus und konnte sich in Bremen dank der väterlichen Erbschaft der Genealogie widmen. Ab 1927 war er nur noch als Genealoge und Historiker tätig. In jenem Jahr wurde er mit der Neuausgabe der Kösener Corpslisten beauftragt. Sie erschien 1930. 1957 stellte sich Gerlach auch für Ausgabe von 1960 zur Verfügung. Im Nachruf der Kösener Verbände hieß es:

„Damit hat er dem deutschen Corpsstudententum eine unschätzbare Arbeit geleistet und mit diesem Werk sich selbst das schönste Denkmal gesetzt. Mit Trauer und Stolz steht das deutsche Corpsstudententum an der Bahre dieses Mannes, dem es so viel zu danken hat.“

In der Nachkriegszeit in Deutschland verzog Gerlach nach Uelzen, wo er den Alte-Herren-Senioren-Convent gründete.